# Pace di Praga (1635)

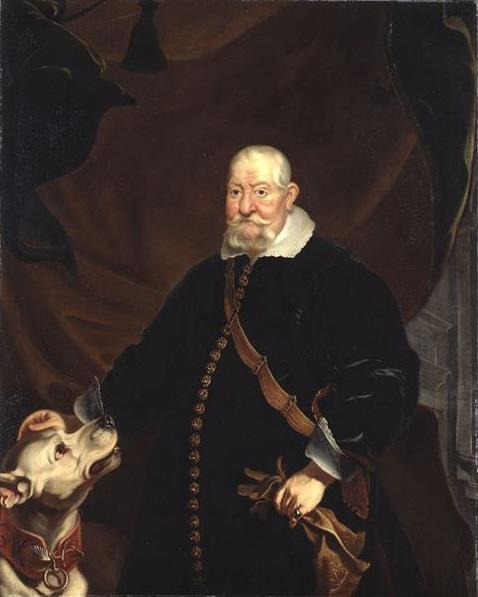
Giovanni Giorgio I, elettore di Sassonia

La pace di Praga venne stipulata il 30 maggio 1635 durante la guerra dei trent'anni tra l'imperatore del Sacro Romano Impero Ferdinando II d'Asburgo e gli stati protestanti dell'Impero. Essa pose termine alla guerra civile tra gli stati tedeschi anche se quest'ultima, nei fatti, proseguì a causa dei successivi interventi francesi e svedesi che avrebbero turbato nuovamente l'impero, solo temporaneamente pacificato dal trattato.

## Accordo preliminare
La pace fu preceduta dall'accordo preliminare di pace (24 novembre 1634) che costituì "i preliminari di Pirna" (dove avvennero le prime negoziazioni tra l'elettore di Sassonia e i ministri dell'imperatore). La Sassonia elettorale, secondo il preaccordo, avrebbe conservato i suoi diritti sulla Lusazia e sul territorio del Magdeburgo. Gli eserciti di Sassonia e Baviera, oltre a quello imperiale, si sarebbero uniti per venire impegnati contro le forze straniere nemiche dell'impero. La dignità elettorale del Palatinato passava ai Wittelsbach di Baviera. L'editto di restituzione risultava, inoltre, sospeso per un periodo di quarant'anni. Tuttavia, l'autorità dell'imperatore impose delle modifiche rispetto alla versione dell'accordo. I principi e i conti protestanti (di Palatinato, Assia-Kassel, Nassau, Württemberg, Baden-Durlach) venivano esclusi dall'amnistia, mentre per i cavalieri e le città imperiali non si sarebbe fatto riferimento al nuovo annus decretorius. La figura dell'imperatore apparve rafforzata dall'assegnazione del comando supremo dell'esercito unificato e dal divieto per i ceti imperiali di poter stringere alleanze.
I negoziati per giungere alla firma del trattato preliminare furono promossi dal langravio Giorgio II di Assia-Darmstadt. Il principe elettore di Sassonia Giovanni Giorgio I, il quale, pur di fede protestante, era rimasto fedele all'imperatore fino all'intervento svedese del 1630, stipulò invece il preaccordo di pace nel 1634.

## Contenuti del documento

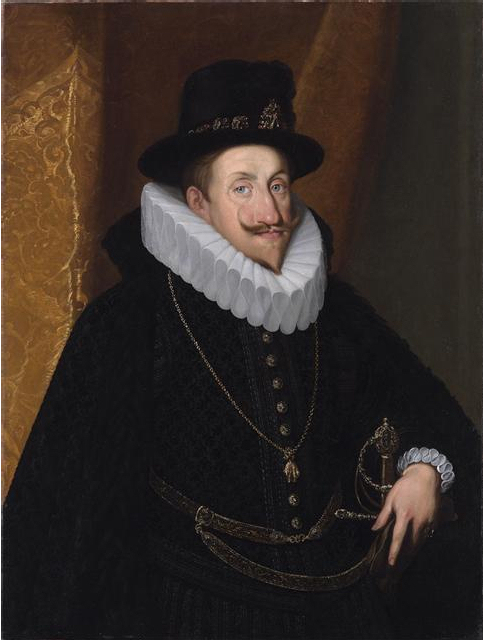
L'imperatore Ferdinando II d'Asburgo

Anni di guerre interminabili, l'impossibilità di imporre la restaurazione della fede cattolica e la necessità di porre fine all'intervento straniero in territorio germanico spinsero l'imperatore Ferdinando II a sedere al tavolo delle trattative e a fare alcune concessioni ai principi luterani. Nel dettaglio, i termini principali del trattato furono:
- la revoca dell'editto di Restituzione del 1629 e il ripristino dei termini della pace di Augusta del 1555, solo limitatamente ad alcuni territori protestanti;
- la proibizione di future alleanze formali tra gli Stati membri dell'Impero;
- l'unificazione di tutti gli eserciti degli Stati imperiali in un'unica armata al servizio dell'Imperatore ("esercito della maestà imperiale romana e del Sacro Romano impero");[1]
- l'amnistia generale per tutti gli avversari dell'imperatore con l'eccezione del precedente Elettore del Palatinato Federico V e di numerose altre personalità politiche di rilievo del culto protestante.

Oltre alle concessioni emanate nel trattato, l'imperatore dovette concedere particolari garanzie per alcuni stati. Fu così che Augusto di Sassonia ottenne il margraviato della Bassa Lusazia e dell'Alta Lusazia e l'arcivescovato del Magdeburgo, mentre l'elettore del Brandeburgo Guglielmo duca di Vimaria ebbe confermato il suo possesso della Pomerania, persino la Baviera, che pure era stata al fianco dell'imperatore durante la guerra civile, ottenne diverse concessioni. L'arciduca Leopoldo Guglielmo ottenne il vescovado di Albertstadt. Essendo stati sottratti quattro baliaggi dal dominio del Magdeburgo e donati all'elettore di Sassonia, Cristiano del Magdeburgo venne ricompensato in altro modo ottenendo una pensione annua di 12.000 scudi. A Giovanni Giorgio elettore di Sassonia venne concessa la Lusazia, ma venne però, de facto, solo riconfermata perché gli era stata attribuita già nel 1623 come risarcimento per le spese di guerra.

## Conseguenze

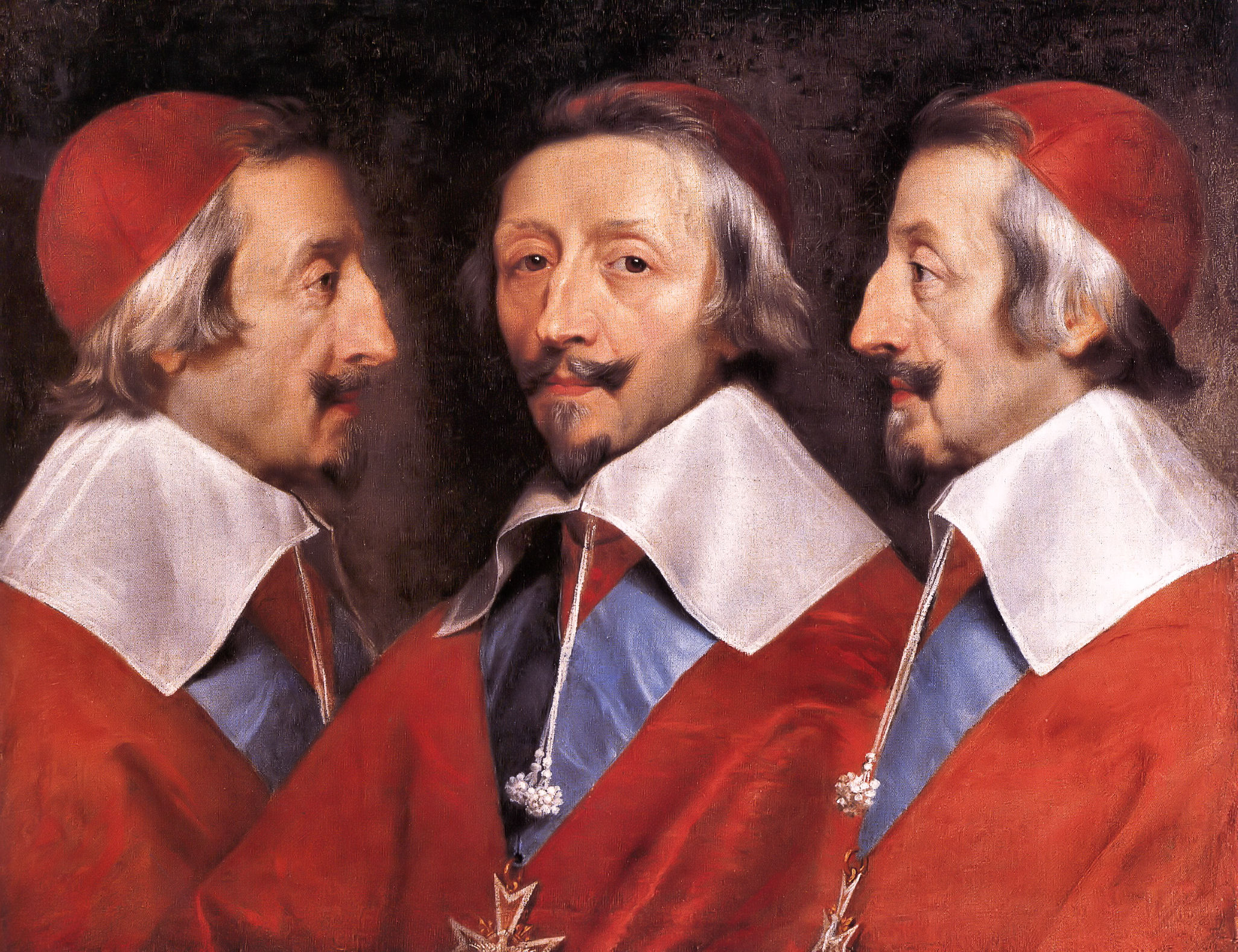
Ritratto del cardinale Richelieu

Giovanni Giorgio di Sassonia e Ferdinando II, principali artefici dell'accordo, vennero tanto da parte cattolica, quanto da parte protestante, fortemente biasimati. I protestanti lamentavano il fatto che la loro condizione fosse stata limitata, anche in considerazione della mancata concessione delle libertà religiose agli stati austriaci, mentre i cattolici contestarono il fatto che i soggetti protestanti fossero stati trattati, a parer loro, in modo troppo indulgente e riguardoso. Ma, la condanna dei cattolici riguardava il significato della pace in sé, la quale avrebbe nuociuto agli interessi della Chiesa di Roma perché concedeva il possesso dei beni ecclesiastici ai protestanti per un periodo di quarant'anni. Giovanni Giorgio fu fortemente accusato di fare offesa alle libertà protestanti.
La reazione degli svedesi al trattato fu anch'essa piena di sdegno, che fu rivolto agli stati protestanti che avevano, dal canto loro, abbandonato la Svezia e ignorato i suoi sforzi in Germania nella guerra condotta contro l'impero. Quando l'elettore di Sassonia propose di versare un indennizzo di due milioni e mezzo di fiorini agli svedesi, che ne avevano spesi molti di più per la guerra, il cancelliere Axel Oxenstierna, riporta Friedrich Schiller, rispose dicendo:
(Friedrich Schiller, Storia della Guerra dei Trent'anni, pag. 305)
La Pomerania, che gli svedesi speravano fosse loro attribuita nel trattato, venne invece offerta all'Elettore del Brandeburgo. Come conseguenza della cattiva situazione svedese la lega di Heilbronn (già reduce dalla disastrosa sconfitta di Nördlingen) venne sciolta e i diversi stati dell'alta Germania, un tempo sotto la protezione svedese, riconobbero Ferdinando II come loro imperatore. 
Alla Svezia, per la quale si avvicinava il termine della tregua fissato con la Polonia, non rimase che riconfermare la pace con quest'ultima (che fu prolungata di 26 anni con la cessione della Prussia polacca da parte della Svezia) e proseguire il conflitto contro l'impero. 
Richelieu e la Francia, i quali avevano sostenuto il regno svedese ai tempi della guerra condotta sul territorio tedesco (attraverso il Trattato di Bärwalde, poi rinnovato con l'intervento francese del 1635) da parte di Gustavo II Adolfo, rinnovarono il proprio appoggio alla Svezia (la quale con la morte di Gustavo a Lutzen non aveva più costituito un freno all'intervento diretto francese nel conflitto) e decisero l'ingresso nella guerra contro i cattolici e l'Impero, inaugurando la fase finale della guerra dei trent'anni denominata "francese".